# Máxima Acuña
Máxima Acuña Atalaya (Sorochuco, 29 maggio 1970) è un'agricoltrice, attivista e ambientalista peruviana.

## Problemi con la miniera Yanacocha
Nel 1994, Máxima Acuña e suo marito Jaime Chaupe acquistarono un terreno di 24,8 ettari nella zona alta andina di Sorochuco, nella provincia di Celendín, vicino a delle lagune dove l'azienda Minera Yanacocha aveva chiesto di espandere la sua attività con il Progetto Conga. Nel 2015, Newmont Mining Corporation disse che avevano acquisito quelle proprietà da parte della comunità locale nel 1997.
Nel 2011, la casa e l'orto di Acuña e di suo marito vennero distrutti dagli ingegneri di Yanacocha, dalla sua sicurezza privata e dalla polizia. Quando Acuña e Chaupe decisero di denunciare il fatto alla stazione di polizia di Sorochuco, questi si rifiutarono di prendere rapporto dei fatti. Nell'agosto del 2011, inoltre, Máxima e uno dei suoi quattro figli furono picchiati e lasciati incoscienti, da quanto detto dal marito testimone. La famiglia avrebbe cercato di denunciare anche quest'ultimo fatto attraverso foto e video, tuttavia non sarebbero stati presi in considerazione.
Nel 2012, le proteste contro il progetto Conga diventarono massicce in varie parti della regione di Cajamarca. Il 21 ottobre Acuña avrebbe dato il benvenuto a dei protestanti nelle loro terre, ma questi vennero uccisi. Una settimana dopo, fu condannata a pagare 200 soles a Yanacocha, a lasciare le sue terre entro 30 giorni e a tre anni di carcere, per aver occupato illegalmente terreni minerari. I suoi appelli tra il 2012 e il 2014 non avrebbero avuto successo e i tribunali avrebbero ribadito la sentenza iniziale.
Il 5 maggio del 2014 la Commissione Interamericana per i Diritti Umani dell'Organizzazione degli Stati americani chiese al governo peruviano di adottare misure preventive per salvaguardare i diritti di 46 gruppi di persone, tra cui la famiglia Chaupe.
Nel dicembre del 2014, le denunce di Newmont Mining Corporation contro la famiglia Chaupe per atti criminali furono respinte e nel febbraio del 2015 le forze di sicurezza della miniera distrussero le fondamenta di una casa che progettava di costruire Máxima e la sua famiglia. Le proteste si estesero a Lima e a livello internazionale. Amnesty International si mobilitò in sua difesa. La Commissione Interamericana per i Diritti Umani chiese allo Stato peruviano misure di protezione per la famiglia, ma lo Stato non intraprese alcuna azione.
Il 18 aprile del 2016, Máxima Acuña fu premiata con il Goldman Environmental Prize per la sua lotta in difesa dell'ambiente.
Il 15 dicembre del 2020, la Corte federale d'appello degli Stati Uniti decise che il processo contro l'azienda Newmont doveva svolgersi nel sistema giudiziario peruviano. Al contrario, l'avvocato della famiglia di Máxima Acuña avvertì che la sentenza non prese in considerazione le prove presentate dalla difesa sulla corruzione giudiziaria del Perù o su "i tentativi di Newmont di corrompere i tribunali peruviani".

## Premi
- 2016 - Goldman Environmental Prize